# Генд-Хале (дегестан)
Генд-Хале (перс. هندخاله) — дегестан в Ірані, у бахші Тулем, в шагрестані Совмее-Сара остану Ґілян. За даними перепису 2006 року, його населення становило 13109 осіб, які проживали у складі 3655 сімей.

## Населені пункти
До складу дегестану входять такі населені пункти:
- Бакла-Кеш
- Ґазґіше
- Генд-Хале
- Кішестан
- Лакесар
- Нарґестан
- Новхале-Акбарі
- Новхале-Джафарі
- Садат-Махале
- Сіяві
- Сіях-Дарвішан
- Суфіян-Дег
- Хомсар
- Шейх-Махале